# آلوباربیتال
آلوباربیتال (انگلیسی: Allobarbital) یک مشتق باربیتورات است که عمدتاً به عنوان یک ضد تشنج استفاده می‌شد، اگرچه اکنون تا حد زیادی با داروهای جدیدتر با پروفایل‌های ایمنی بهبودیافته جایگزین شده است. سایر کاربردهای آلوباربیتال شامل به عنوان کمکی برای تقویت فعالیت داروهای ضد درد و استفاده در درمان بی خوابی و اضطراب است.